# Спирсвил (Луизијана)
Спирсвил (енгл. Spearsville) град је у америчкој савезној држави Луизијана.

## Демографија
По попису из 2010. године број становника је 137, што је 18 (-11,6%) становника мање него 2000. године.
| Група             | 2000.       | 2010.       |
| Белци             | 150 (96,8%) | 123 (89,8%) |
| Афроамериканци    | 0 (0,0%)    | 9 (6,6%)    |
| Азијати           | 0 (0,0%)    | 0 (0,0%)    |
| Хиспаноамериканци | 5 (3,2%)    | 4 (2,9%)    |
| Укупно            | 155         | 137         |